# Christian Wiyghan Tumi

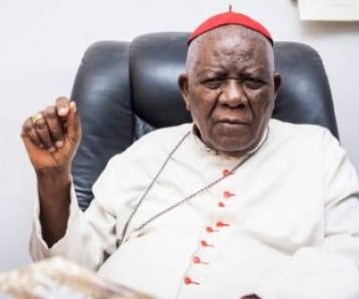
Christian Wiyghan Tumi (2011)

Christian Wiyghan Tumi (1930-2021) là một Hồng y người Cameroon của Giáo hội Công giáo Rôma. Ông hiện đảm nhận vai trò Hồng y Đẳng Linh mục Nhà thờ Ss. Martiri dell'Uganda a Poggio Ameno. Ông từng đảm nhận vai trò Tổng giám mục đô thành Tổng giáo phận Douala trong suốt 18 năm, từ năm 1991 đến khi hồi hưu năm 2009.
Vốn là một giáo sĩ trong vai trò lãnh đạo giáo hội địa phương, ông từng đảm trách nhiều vai trò tại Cameroon trước khi tiến đến trở thành Tổng giám mục Douala như: Giám mục chính tòa Giáo phận Yagoua (1979–1982), Tổng giám mục Phó Tổng giáo phận Garoua (1982–1984), Tổng giám mục đô thành Tổng giáo phận Garoua (1984–1991). Ngoài lãnh đạo các giáo phận được bổ nhiệm, ông còn đóng vai trò Chủ tịch Hội đồng Giám mục Cameroon, từ năm 1985 đến năm 1991 và Chủ tịch Liên Hội đồng Giám mục Châu Phi và Madagasca, từ năm 1990 đến năm 1994. Ông được vinh thăng Hồng y ngày 28 tháng 6 năm 1985, bởi Giáo hoàng Gioan Phaolô II.

## Tiểu sử
Hồng y Miguel Obando Bravo sinh ngày 15 tháng 10 năm 1930 tại Kikaikelaki, Cameroon. Sau quá trình tu học dài hạn tại các cơ sở chủng viện theo quy định của Giáo luật, ngày 17 tháng 4 năm 1966, Phó tế Tumi, 36 tuổi, tiến đến việc được truyền chức linh mục. Cử hành nghi thức truyền chức cho tân linh mục là giám mục Julius Joseph Willem Peeters, M.H.M., giám mục chính tòa Giáo phận Buéa.
Sau hơn 13 năm thi hành các công việc mục vụ với thẩm quyền và cương vị của một linh mục, ngày 6 tháng 12 năm 1979, Tòa Thánh loan tin Giáo hoàng đã quyết định tuyển chọn linh mục Christian Wiyghan Tumi, 49 tuổi, gia nhập Giám mục đoàn Công giáo Hoàn vũ, với vị trí được bổ nhiệm là Giám mục chính tòa Giáo phận Yagoua. Lễ tấn phong cho vị giám mục tân cử được tổ chức sau đó vào ngày 6 tháng 1 năm 1980, với phần nghi thức chính yếu được cử hành cách trọng thể bởi 3 giáo sĩ cấp cao, gồm chủ phong là đương kim Giáo hoàng, Giáo hoàng Gioan Phaolô II; hai vị giáo sĩ còn lại, với vai trò phụ phong, gồm có Tổng giám mục Eduardo Martínez Somalo, Thành viên Văn phòng Quốc vụ khanh Tòa Thánh và Giám mục Ferdinando Maggioni, giám mục phụ tá Tổng giáo phận Milan. Tân giám mục chọn cho mình khẩu hiệu: ME VOICI JE VIENS FAIRE TA VOLONTÉ.
Chỉ hai năm sau khi được tuyển chọn vào hàng ngũ giám mục và đảm đương vai trò cai quản giáo phận Yagoua, Giám mục Christian Wiyghan Tumi được Tòa Thánh thăng Tổng giám mục, qua việc bổ nhiệm giám mục này làm Tổng giám mục Phó Tổng giáo phận Garoua. Thông báo về việc bổ nhiệm này được công bố cách rộng rãi vào ngày 19 tháng 11 năm 1982. Ông nhanh chóng kế vị trở thành Tổng giám mục đô thành Garoua vào ngày 17 tháng 3 năm 1984.
Bằng việc tổ chức công nghị Hồng y năm 1988 được cử hành ngày 28 tháng 6, Giáo hoàng Gioan Phaolô II quyết định vinh thăng Tổng giám mục Christian Wiyghan Tumi tước vị danh dự, Hồng y. Tân Hồng y thuộc Đẳng Hồng y Linh mục và Nhà thờ Hiệu tòa được chỉ định là Nhà thờ Ss. Martiri dell'Uganda a Poggio Ameno.
Ngày 31 tháng 8 năm 1991, Tòa Thánh quyết định thuyên chyển Hồng y Tumi đến nhiệm sở mới, cụ thể đến Tổng giáo phận Douala, giữ vị trí tương đương tại nhiệm sở cũ là chức vị Tổng giám mục đô thành.
Ngoài công việc lãnh đạo các giáo phận, Hồng y Tumi còn đảm nhận nhiều vai trò trong Hội đồng Giám mục quốc gia cũng như khu vực, cụ thể, ông từng đảm nhiệm vai trò Chủ tịch Hội đồng Giám mục Cameroon, từ năm 1985 đến năm 1991 và vai trò Chủ tịch Liên Hội đồng Giám mục Châu Phi và Madagasca, từ năm 1990 đến năm 1994.
Ngày 17 tháng 11 năm 2009, Tòa Thánh chấp thuận đơn xin hồi hưu của ông, vì lý do tuổi tác, theo Giáo luật. Ông qua đời ngày 2 tháng 4 năm 2021.